# Димов, Леонид
Леонид Димов (собственно Леони́д Нау́мович Мордко́вич, рум. Leonid Dimov (Mordcovici); 11 января 1926, Измаил, Бессарабия — 5 декабря 1987, Бухарест) — румынский поэт и переводчик, один из главных представителей (вместе с Думитру Цепенягом) ониризма — сюрреалистического направления в румынской литературе 1960-х годов.

## Биография
Родился в южном бессарабском городке Измаил (в то время в составе Румынии) в семье экспортёра икры Наума Шабсовича Мордковича и учительницы Надежды Фёдоровны Димовой. Его дед Шабса Мордкович владел рыболовецким хозяйством в Измаиле на улице Генерала A. Вайтояну, № 121. Несмотря на еврейско-болгарские корни, разговорным языком в семье был русский. В 1930-е годы семья перебралась в Бухарест, где Леонид поступил в школу, однако после принятия новых антисемитских законов 31 августа 1940 года он был из неё исключён. Посредством связей, имеющихся в Измаиле у его дедушки и бабушки, Фёдора и Митродоры Димовых (у которых он в эти годы жил), в 1941 году мальчику сменили фамилию Мордкович на Димов, записав его незаконнорождённым, после чего он смог продолжить среднее образование. В 1944 году окончил колледж (среднюю школу) «Сфынтул Сава» в Бухаресте и поступил на филологический факультет Бухарестского университета, который не окончил. На протяжении трёх лет изучал в этом же университете биологию, но был исключён за критику учения Мичурина в университетской дискуссии о лысенковщине. Публиковался с 1943 года.
Леонид Димов был известен своей независимой литературной позицией, которая привлекала к нему постоянное внимание службы внутренней безопасности Секуритате. В 1964 году вместе с поэтом Думитру Цепенягом на основе литературной группы «Лучафэрул» (при одноимённом журнале) Димов основал модернистское литературное направление ониризм, ориентирующееся на описание сновидений как абсолютной и объективной реальности.
Леонид Димов — автор поэтических сборников «Versuri» (1966), «7 poeme» (1968), «Pe malul Styxului» (На берегу Стикса, 1968), «Carte de vise» (Книга посещений, 1969), «Semne cereşti» (1970), «Eleusis» (1970), «Deschideri» (Открытия, 1972), «A.B.C.» (1973), «La capăt» (В конце, 1974), «Litanii pentru Horia» (Молитвы для Хории, 1975), «Dialectica vârstelor» (Диалектика возрастов, 1977), «Tinereţe fără bătrâneţe» (Юность без старости, 1978), «Spectacol» (Спектакль, 1979), «Cele mai frumoase poezii» (Самые красивые стихи, 1980), «Veşnica reîntoarcere» (Вечное возвращение, 1982). В 1997 году в бухарестском издательстве Cartea Românească вышел составленный Корином Брагой том основополагающих текстов создателей ониризма Леонида Димова и Думитру Цепеняга «Momentul oniric», а в 2007 году в бухарестском издательстве Curtea Veche — более полное издание теоретических текстов этих двух авторов «Onirismul estetic» (Эстетический ониризм). Письма к жене (Лучии Салам) «Scrisori de dragoste (Любовные письма, scrisori către Lucia, 1943—1954)» под редакцией Корина Браги были изданы ясским издательством Polirom в 2003 году.
Переводил на румынский язык произведения Марселя Реймона (Marcel Raymond), Курцио Малапарте, Жерара де Нерваля, Андрея Белого и М. Ю. Лермонтова.
Дочь Леонида Димова от первого брака — Татьяна Вассу Димова (род. 1952), румынский биолог, профессор Бухарестского университета.